# خوآن اولگادو
خوآن اولگادو (اسپانیایی: Juan Holgado‎؛ زادهٔ ۱۶ آوریل ۱۹۶۸) کماندار اهل اسپانیا است.